# Mala Kardașînka, Hola Prîstan
Mala Kardașînka (în ucraineană Мала Кардашинка) este un sat în comuna Velîka Kardașînka din raionul Hola Prîstan, regiunea Herson, Ucraina.

## Demografie
Componența lingvistică a localității Mala Kardașînka
     Ucraineană (95,14%)
     Rusă (4,77%)
     Alte limbi (0,1%)
Conform recensământului din 2001, majoritatea populației localității Mala Kardașînka era vorbitoare de ucraineană (95,14%), existând în minoritate și vorbitori de rusă (4,77%).